# Кинг, Элвин Олин
Элвин Олин Кинг (англ. Alvin Olin King; 21 июня 1890, Леоти, Канзас — 21 февраля 1958, Лейк-Чарльз, Луизиана) — американский политик, 41-й губернатор Луизианы.

## Биография
Элвин Кинг родился в Леоти, округ Вичита, штат Канзас. В 1915 году он окончил Тулейнский университет со степенью бакалавра. В 1924 году Кинга избрали сенатором Луизианы, в 1928 году — переизбрали, а с 1930 по 1931 год он был президентом сената. Когда Хьюи Лонг оставил должность губернатора, чтобы стать сенатором США, Кинг закончил срок его полномочий. Элвин Кинг стал губернатором в результате политических разногласий между Хьюи Лонгом и Полом Сиром. Он занимал должность с 25 января по 16 мая 1932 года.
После ухода с должности губернатора Кинг вернулся к юридической практике. Незадолго до своей смерти он стал президентом Ассоциации адвокатов штата Луизиана. Кинг был женат на Вилли Ли Воррис, у них было двое детей. Кинг умер 21 января 1958 года, и был похоронен на кладбище Грейсленд в Лейк-Чарльзе, штат Луизиана.